# Álvaro Negredo Sánchez
Álvaro Negredo Sánchez (nascut a Madrid el 20 d'agost del 1985) és un futbolista professional madrileny que juga com a davanter.

## Trajectòria esportiva

### Inicis
Negredo va començar a jugar a futbol al barri madrileny de Vallecas, on va ingressar en les categories inferiors del Rayo Vallecano. El 2004 va arribar al primer equip, on va debutar a un partit de Segona Divisió "B". L'estiu de 2005 va ser fitxat pel Reial Madrid per incorporar-lo al seu filial, el Reial Madrid Castella. Tot i que partia per darrere del davanter Roberto Soldado, les habituals convocatòries d'aquest amb el primer equip van provocar que Negredo disposara de nombroses oportunitats per jugar al Castella.
La temporada 2006/2007 va ser un dels homes més destacats del filial del Madrid amb 18 gols marcats, malgrat això l'equip va descendir a la Segona Divisió "B". El seu rendiment va motivar que Fabio Capello, entrenador del primer equip, el convocara per a alguns partits de Copa del Rei.

### UD Almeria
L'any posterior va passar a formar part de les files de la UD Almeria, on va debutar en Primera Divisió en el primer partit de l'equip en la Lliga 2007/2008. En aquell partit va marcar el seu primer gol per a l'equip andalús. Aquella temporada va tindre grans actuacions com el gol davant el líder del campionat, el Real Madrid, que provocà la victòria de l'Almeria; o els dos gols davant el Sevilla FC. En resum, el davanter finalitzar amb 13 gols i va deixar a l'equip en la vuitena posició. L'any següent va seguir marcant molts gols, de forma que es va situar entre els màxims golejadors de la Lliga, amb 19 gols marcats. Tot i axiò, l'equip va acabar l'11è de la lliga.
Davant la capacitat de Negredo, el Real Madrid va decidir exercir l'opció de recompra que encara mantenia sobre el jugador, però el 15 d'agost de 2009 es va convertir en el fitxatge més car de la història del Sevilla en aquell moment. 15 milions d'euros va pagar l'equip de Nervión per aconseguir els serveis del madrileny.

### Sevilla FC
En la primera jornada de la 2009/2010 l'entrenador Manolo Jiménez va optar per deixar-lo a la banqueta, però a partir del segon partit va ser titular indiscutible al seu nou equip. El seu primer gol va ser en la tercera jornada, davant l'Osasuna en la victòria sevillista per 0-2. Així, també va jugar per primera vegada en la Champions League el 16 de setembre i amb la selecció espanyola al mes d'octubre. Amb l'equip estatal va marcar dos gols en el seu segon partit, un amistós contra Bòsnia. Aquell any va acabar fent 14 gols en totes les competicions, i a més va aconseguir el seu primer títol com a professional, la Copa del Rei de 2010 després de véncer a l'Atlètic de Madrid en la final al Camp Nou.
L'any següent es va consolidar a l'elit dels davanter de la lliga espanyola, i també va guanyar el trofeu Zarra gràcies als 20 gols que anotà al campionat nacional. L'equip va arribar a més a semifinals de la Copa del Rei i va acabar el cinqué en la taula lliguera. Malgrat els mals resultats del Sevilla en la 2011/2012, Negredo va poder mantenir el seu ritme golejador amb 14 gols, i va tornar a la selecció en amistosos de cara a l'Eurocopa de 2012, torneig per al qual fou convocat per Vicente del Bosque i que va finalitzar amb victòria de la selecció espanyola, de manera que Negredo va aconseguir el seu únic títol a nivell de seleccions.
En la 2012/2013 va tornar a ser molt important per al seu equip, i així tornà a guanyar el premi Zarra, aquest any amb 25 gols. A més, es va convertir en el capità del Sevilla, però els resultats col·lectius no va acompanyar i l'equip va acabar en la novena posició. No obstant, disputaria la següent edició de l'Europa League gràcies a la sanció de dos equips que havien quedat més amunt que ells en la lliga, el Málaga CF i el Rayo Vallecano. En qualsevol cas, Negredo al final d'aquell any es va despedir del Sevilla amb 4 gols en la victòria 4-3 davant el València CF ja que ja s'havia confirmat el seu fitxatge pel Manchester City.
La seua etapa sevillista acabà amb 85 gols i 27 assistències en 180 partits, i amb el davanter sent el seté màxim golejador de la història del club.

### Manchester City
El juliol del 2013 el Sevilla va traspassar Negredo al Manchester City de la Premier League, per 16.4 milions de lliures. Negredo signà amb el seu nou club un contracte de quatre anys.
L'1 de setembre de 2014, el dia que es tancava el termini del mercat de fitxatges d'estiu a la lliga espanyola, Negredo va signar contracte de cessió amb el València CF, amb una clàusula de compra obligatòria, que obligava el València a comprar el jugador al final de la temporada 2014-15, per uns 27 milions d'euros.

## Selecció espanyola
El 6 octubre 2009 és convocat per Vicente del Bosque a la selecció de futbol d'Espanya per disputar els partits de classificació a la Copa Mundial de Futbol de 2010 contra Armènia i Bòsnia i Hercegovina. Al partit contra Armènia, Negredo fa el seu debut, en entrar de canvi al segon temps per Fernando Torres. En aquest partit Espanya s'imposa per 2-1. En el següent partit contra Bòsnia i Hercegovina, Negredo marca el seu primer doblet amb la selecció. En aquest partit Espanya s'imposa per 2-5.
El 20 de maig de 2010, tot i ser preconvocat per la Copa del Món de Futbol de Sud-àfrica, el seleccionador espanyol decideix deixar-lo fora de la llista definitiva per al torneig. El 4 de juny de 2011, en un amistós contra el combinat dels Estats Units, Álvaro Negredo marca (0-2) el seu tercer gol amb Espanya. En aquest partit, Espanya s'imposa per 4 gols a zero a la selecció dels Estats Units.
El 6 de setembre de 2011, Álvaro Negredo aconsegueix un nou doblet amb Espanya en la victòria davant la selecció de Liechtenstein per 6-0. Amb aquesta victòria Espanya aconsegueix de classificar-se per a l'Eurocopa 2012. El 27 de maig de 2012, Negredo entra a la llista definitiva dels 23 jugadors de Vicente del Bosque que disputaran l'Eurocopa d'Ucraïna i Polònia on jugaria en tres ocasions, dues com a suplent i una com a titular en el partit de semifinal davant Portugal. Aquesta Eurocopa significaria el primer títol de Negredo amb el conjunt estatal. Va quallar unes actuacions notables en els 62 minuts que va disputar en el campionat però no va ser convocat pel seleccionador espanyol per disputar els partits classificatoris a la Copa del Món de Futbol de 2014 (Brasil) davant de Geòrgia, Belarús i França.
Fou inclòs a la llista provisional de 30 jugadors que Vicente del Bosque va confeccionar pel Mundial del Brasil, però fou finalment un dels set homes que no varen entrar a la llista final.

## Estadístiques

### Club
A 17 setembre 2021
| Club               | Temporada     | Lliga            | Lliga   | Lliga | Copa    | Copa | Lliga Cup | Lliga Cup | Continental | Continental | Altres  | Altres | Total   | Total |
| Club               | Temporada     | Divisió          | Partits | Gols  | Partits | Gols | Partits   | Gols      | Partits     | Gols        | Partits | Gols   | Partits | Gols  |
| ------------------ | ------------- | ---------------- | ------- | ----- | ------- | ---- | --------- | --------- | ----------- | ----------- | ------- | ------ | ------- | ----- |
| Rayo Vallecano B   | 2003–04       | Tercera Divisió  | 15      | 14    | —       | —    | —         | —         | —           | —           | —       | —      | 15      | 14    |
| Rayo Vallecano B   | 2004–05       | Tercera Divisió  | 25      | 14    | —       | —    | —         | —         | —           | —           | —       | —      | 25      | 14    |
| Rayo Vallecano B   | Total         | Total            | 40      | 28    | —       | —    | —         | —         | —           | —           | —       | —      | 40      | 28    |
| Rayo Vallecano     | 2004–05       | Segona Divisió B | 12      | 1     | 0       | 0    | —         | —         | —           | —           | 1       | 0      | 13      | 1     |
| Reial Madrid B     | 2005–06       | Segona Divisió   | 25      | 4     | —       | —    | —         | —         | —           | —           | —       | —      | 25      | 4     |
| Reial Madrid B     | 2006–07       | Segona Divisió   | 40      | 18    | —       | —    | —         | —         | —           | —           | —       | —      | 40      | 18    |
| Reial Madrid B     | Total         | Total            | 65      | 22    | —       | —    | —         | —         | —           | —           | —       | —      | 65      | 22    |
| UD Almería         | 2007–08       | La Liga          | 36      | 13    | 2       | 0    | —         | —         | —           | —           | —       | —      | 38      | 13    |
| UD Almería         | 2008–09       | La Liga          | 34      | 19    | 1       | 0    | —         | —         | —           | —           | —       | —      | 35      | 19    |
| UD Almería         | Total         | Total            | 70      | 32    | 3       | 0    | —         | —         | —           | —           | —       | —      | 73      | 32    |
| Sevilla FC         | 2009–10       | La Liga          | 35      | 11    | 7       | 2    | —         | —         | 7           | 1           | —       | —      | 49      | 14    |
| Sevilla FC         | 2010–11       | La Liga          | 38      | 20    | 7       | 5    | —         | —         | 8           | 1           | 2       | 0      | 55      | 26    |
| Sevilla FC         | 2011–12       | La Liga          | 30      | 14    | 4       | 0    | —         | —         | 2           | 0           | —       | —      | 36      | 14    |
| Sevilla FC         | 2012–13       | La Liga          | 36      | 25    | 6       | 6    | —         | —         | —           | —           | —       | —      | 42      | 31    |
| Sevilla FC         | Total         | Total            | 139     | 70    | 24      | 13   | —         | —         | 17          | 2           | 2       | 0      | 182     | 85    |
| Manchester City FC | 2013–14       | Premier League   | 32      | 9     | 4       | 3    | 5         | 6         | 8           | 5           | —       | —      | 49      | 23    |
| València CF        | 2014–15       | La Liga          | 30      | 5     | 4       | 1    | —         | —         | —           | —           | —       | —      | 34      | 6     |
| València CF        | 2015–16       | La Liga          | 25      | 5     | 6       | 5    | —         | —         | 9           | 2           | —       | —      | 40      | 12    |
| València CF        | Total         | Total            | 55      | 10    | 10      | 6    | —         | —         | 9           | 2           | 0       | 0      | 74      | 18    |
| Middlesbrough FC   | 2016–17       | Premier League   | 36      | 9     | 4       | 1    | 0         | 0         | —           | —           | —       | —      | 40      | 10    |
| Beşiktaş JK        | 2017–18       | Süper Lig        | 31      | 7     | 6       | 7    | —         | —         | 5           | 1           | 1       | 0      | 43      | 15    |
| Beşiktaş JK        | 2018–19       | Süper Lig        | 4       | 2     | 0       | 0    | —         | —         | 2           | 1           | 0       | 0      | 6       | 3     |
| Beşiktaş JK        | Total         | Total            | 35      | 9     | 6       | 7    | —         | —         | 7           | 2           | 1       | 0      | 49      | 18    |
| Al-Nasr            | 2018–19       | UAE Pro League   | 19      | 17    | 2       | 0    | 4         | 2         | 1           | 1           | —       | —      | 26      | 19    |
| Al-Nasr            | 2019–20       | UAE Pro League   | 17      | 8     | 1       | 1    | 9         | 3         | —           | —           | —       | —      | 27      | 12    |
| Al-Nasr            | Total         | Total            | 36      | 25    | 3       | 1    | 13        | 5         | 1           | 1           | —       | —      | 53      | 31    |
| Cadis CF           | 2020–21       | La Liga          | 35      | 8     | 0       | 0    | —         | —         | —           | —           | —       | —      | 35      | 8     |
| Cadis CF           | 2021–22       | La Liga          | 5       | 1     | 0       | 0    | —         | —         | —           | —           | —       | —      | 5       | 1     |
| Cadis CF           | Total         | Total            | 40      | 9     | 0       | 0    | —         | —         | —           | —           | —       | —      | 40      | 9     |
| Total carrera      | Total carrera | Total carrera    | 550     | 219   | 53      | 31   | 18        | 11        | 42          | 12          | 4       | 0      | 678     | 277   |

1. ↑  Appearance in Segunda División B play-offs
2. 1 2 3  Appearances in Lliga de Campions de la UEFA
3. ↑  Dues aparicions a la UEFA Champions League, sis aparicions i un gol a la UEFA Europa League
4. ↑  Aparicions a la Supercopa d'Espanya
5. 1 2  Appearances in Lliga Europa de la UEFA
6. ↑  Five appearances and one goal in UEFA Champions League, four appearances and one goal in UEFA Europa League
7. ↑  Appearance in Turkish Super Cup
8. ↑  Appearances in AFC Champions League

## Palmarès
Sevilla FC
- Copa del Rei (2009-10)

Manchester City
- Premier League: 2013–14[20]
- Football League Cup: 2013–14[21]

Selecció espanyola
- Campionat d'Europa: 2012

'Distincions individuals
- Trofeu Zarra 2011 i 2013